# William G. James
William G. James (Ballarat, Austràlia, 28 d'agost de 1892 – 10 de març de 1977 fou un pianista i compositor australià. Va estudiar a la Universitat de Melbourne i piano al Conservatori de Música, on es va graduar en 1912. Per recomanació de la pianista Maria Teresa Carreño, es va dirigir a l'estranger per estudiar a Londres i Brussel·les amb Arthur De Greef, un antic alumne de Franz Liszt i Camille Saint-Saëns. És al voltant d'aquest període que James va compondre les seves Sis cançons australianes Bush, que es dedicaven a Dame Nellie Melba. A partir de 1914 donà nombrosos concerts en la capital anglesa, on també estrenà algunes de les seves obres, la majoria escrites per a piano.